# La Trinité (Eure)
La Trinité é uma comuna francesa na região administrativa da Normandia, no departamento de Eure. Estende-se por uma área de 3 km². Em 2010 a comuna tinha 126 habitantes (densidade: 42 hab./km²).